# Goniodoris joubini
Goniodoris joubini Risbec, 1928 è un mollusco nudibranchio della famiglia Goniodorididae.
L'epiteto specifico è un omaggio allo zoologo francese Louis Joubin (1861 - 1935).